# 花蓮客運
花蓮汽車客運股份有限公司（英語：Hualien Transportation Bus Co. Ltd.），簡稱花蓮客運，是臺灣的一家客運公司，主要經營公路客運，公司總部設在花蓮市中山路。

## 沿革
自2017年起的評鑑，花蓮客運多次為乙等或未達乙等，且司機不足問題及血汗企業問題已持續多年
，在蘇花改開通令五家業者進駐花蓮後更顯不足。

## 發展歷程
- 隨著蘇花改於2020年春節前全線通車，花蓮客運公司亦計劃申請宜花國道客運路線，以滿足東部民眾返鄉的需求，惟迄今尚未申請成功。
- 有鑑於吉安鄉人口眾多且近年來仍持續成長，目前總人口數已達8.3萬人，主要聚集於北吉安九村，而鄉內僅有3條（台9線、台9丙線及縣道193號）南北向公車路線不足以因應全鄉之公共交通運輸機能，吉安國中離最近的公車站(慶豐9街)甚至有700公尺之遠。再者，隨著國民旅遊風氣盛行，鄉內觀光景點蓬勃發展及財團公共設施陸續成立，吉安火車站擁有普悠瑪及太魯閣等高級車種停靠，且近年來出入站人數亦持續呈現正成長，公共接駁勢不可免。就當前而言，吉安火車站距離最近的公車站牌(宜昌郵局)有近1公里遠，旅客欲前往花蓮市區或鄉內其他景點略顯不便，計程車跳表價格又相當高昂，因此花客評估自花蓮車站→台9線→南埔(仁里)→南昌(吉安車站)→吉安慶修院→吉安國中→七腳川→慈濟科大→慈濟醫院再返回花蓮車站之環狀運輸網路之可行性，惟迄今仍無下文。
- 2020年6月1日起花蓮往返銅門刪減兩班次，以及花蓮往返成功刪減兩班次
- 2020年6月17日起停駛花蓮往返台東唯一一班車次。
- 2020年12月1日起暫停駛1123、1125、1131、1145共4條公路客運1年，公路總局為確保民眾權益，由統聯客運、首都客運、鼎東客運海線營運區代駛。
- 2021年8月16日起恢復行駛1125路線。2021年12月1日起恢復行駛1145路線。
- 2022年5月29日起以1139路線繞駛銅門替代原1131路線。
- 2022年6月1日起1125、1130、1135、1137、1143等路線改由統聯客運代駛。
- 2023年4月11日起1145改由統聯客運接駛。
- 2023年4月15日起1136改由統聯客運代駛。
- 2023年4月23日起1129、1132路線改由統聯客運代駛。
- 2023年5月20日起1139路線改由統聯客運代駛。
- 2023年12月1日起1128、1133路線改由統聯客運代駛，1126路線改為【1141A】路線，並縮短至太魯閣遊客中心折返，不再行駛至洛韶。
- 2023年12月20日起1140路線改由統聯客運代駛。
- 2024年4月9日起1141、1141A路線由統聯客運接駛。
- 2024年8月21日起1121路線由統聯客運接駛。
- 2024年12月1日起1122、1142路線由統聯客運接駛，屆時花蓮客運不再有任何路線。

## 主要車站
| 站名     | 備註                                           |
| -------- | ---------------------------------------------- |
| 花蓮新站 | 花蓮火車站旁（站體已拆除，改至花蓮轉運站營運） |
| 光復站   | （站體已裁撤）                                 |
| 玉里站   | 玉里火車站附近                                 |
| 豐濱站   | （站體已裁撤）                                 |

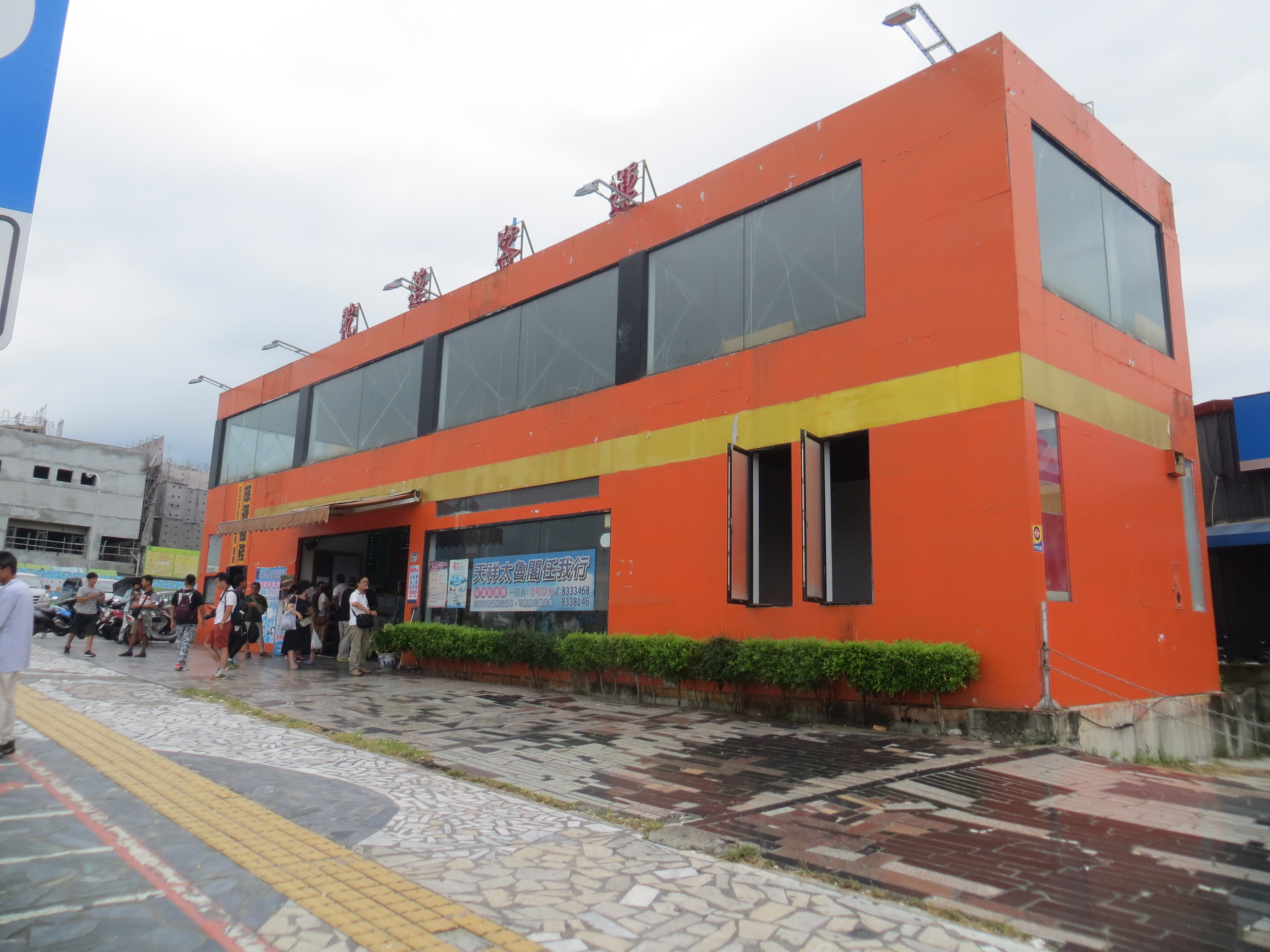
花蓮客運新總站（現已拆除）
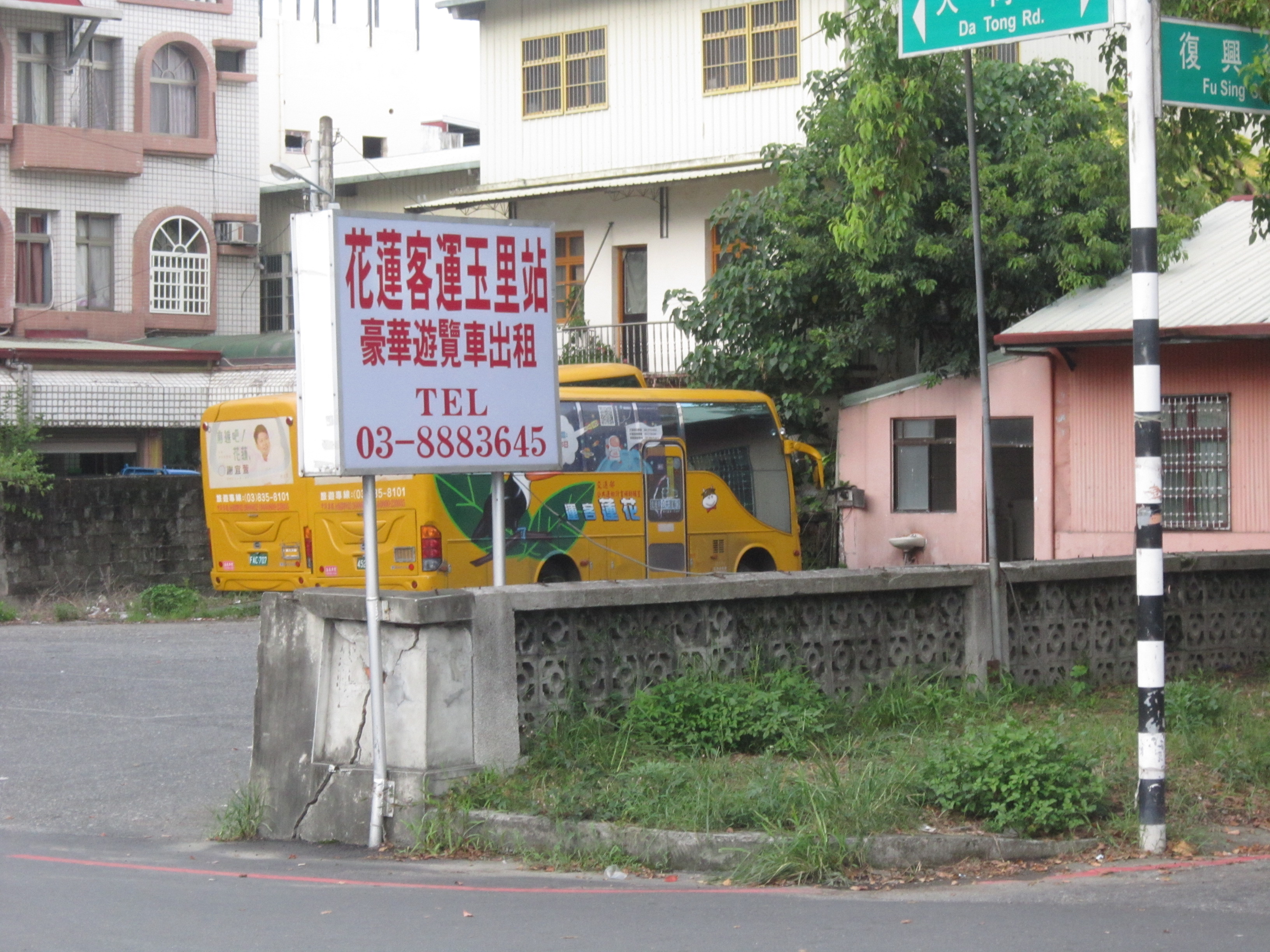
花蓮客運玉里站
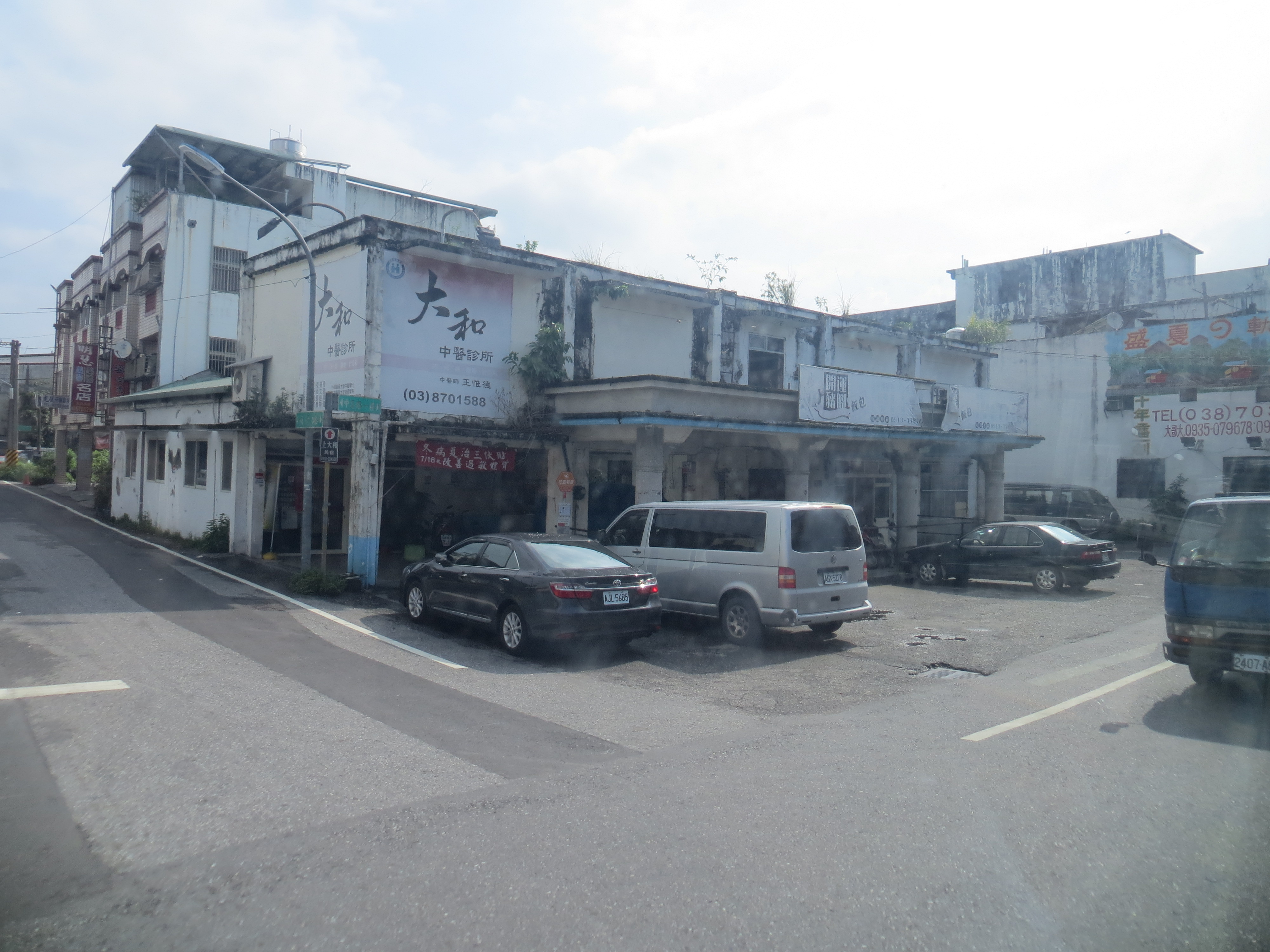
花蓮客運光復站
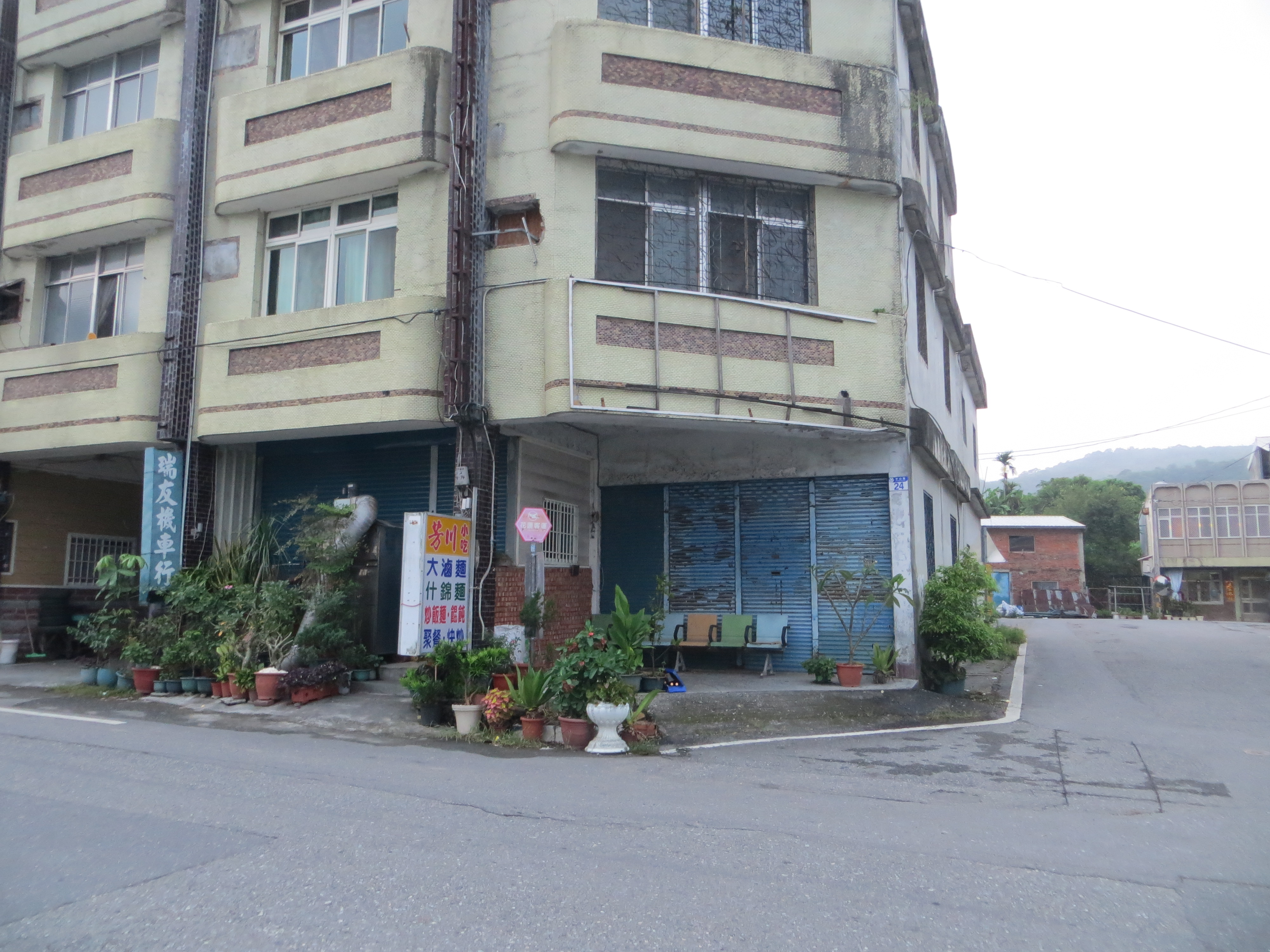
花蓮客運富里站
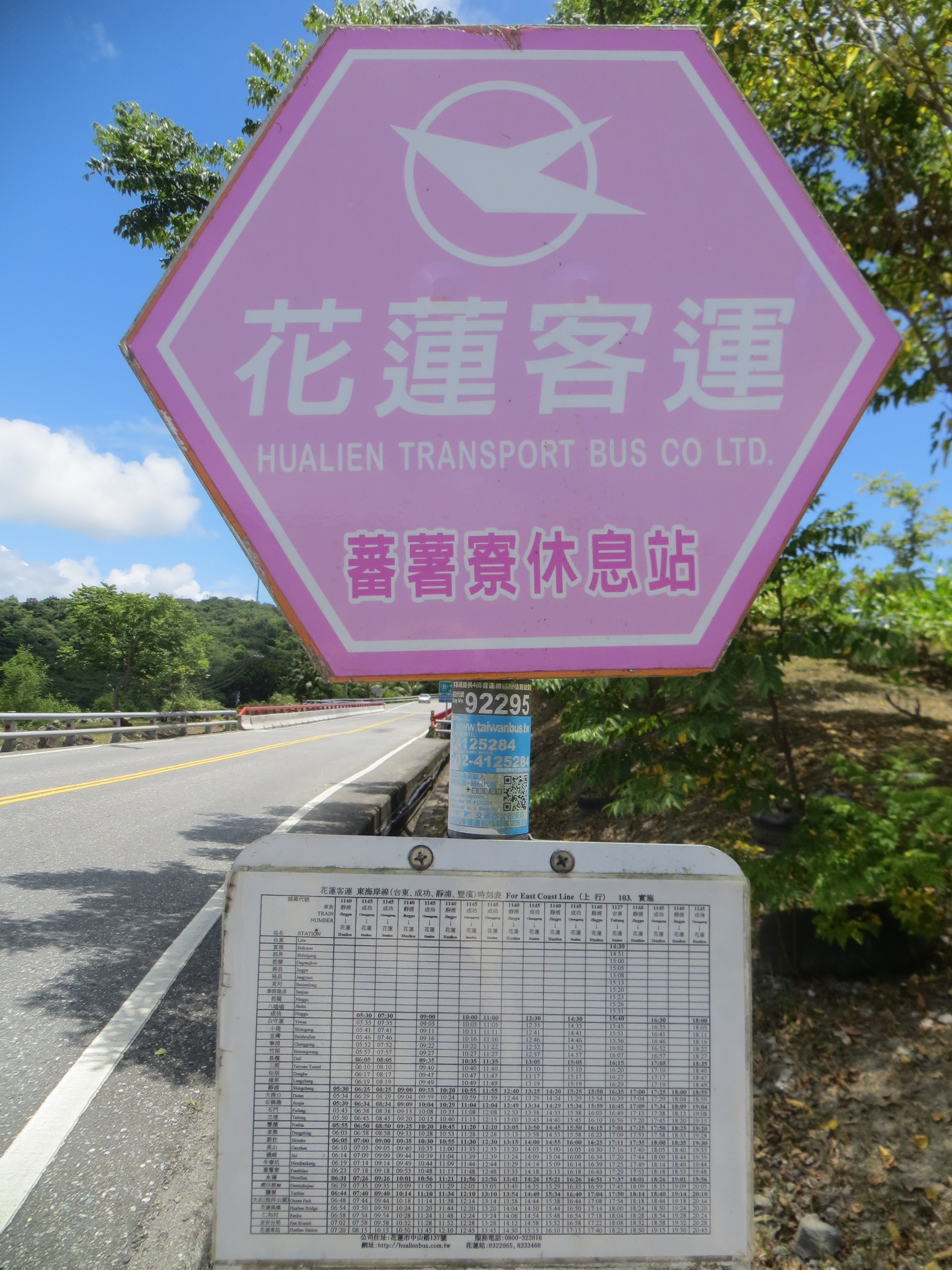
招呼站牌形式（蕃薯寮）

## 歷史路線
| 路線代碼 | 路線名稱                               | 備註                                                                                         |
| -------- | -------------------------------------- | -------------------------------------------------------------------------------------------- |
| 1120     | 富里－望通嶺                           | 每日2班，行經台23線（東富公路），全線採預約制                                                |
| 1121     | 花蓮火車站－光復                       | 每日11班，於2024年8月21日起由統聯客運接駛。                                                  |
| 1122     | 花蓮火車站－瑞穗                       | 每日2班，於2024年12月1日起由統聯客運接駛。                                                   |
| 1123     | 花蓮新站－花蓮總站－花蓮機場－花蓮新站 | 2020年12月1日起由統聯客運接駛。                                                              |
| 1125     | 光復火車站－豐濱                       | 於2020年12月1日至2021年8月16日間由首都客運代駛，於2022年6月1日起由統聯客運代駛。行經台11甲線 |
| 1126     | 花蓮火車站－洛韶                       | 每日1班                                                                                      |
| 1128     | 四維高中－月眉－東華大學               | 每日2班，例假日及寒暑假停駛，於2023年12月1日起由統聯客運代駛                                 |
| 1129     | 花蓮火車站－太魯閣                     | 終點站為太魯閣國家公園管理處，自2023年4月23日起由統聯客運代駛                                |
| 1130     | 玉里－富里                             | 每日五班，行經台30線及卓富產業道路，於2022年6月1日起由統聯客運代駛                           |
| 1132     | 花蓮火車站－崇德                       | 自2023年4月23日起由統聯客運代駛                                                              |
| 1133     | 花蓮火車站－天祥                       | 每日2班，自2023年12月1日起由統聯客運代駛                                                     |
| 1135     | 瑞穗－玉里                             | 行經193縣道上的德武、春日、松浦、高寮、樂合，於2022年6月1日起由統聯客運代駛                  |
| 1136     | 花蓮火車站－秀林                       | 經內秀林到亞洲水泥廠                                                                         |
| 1137     | 光復－富里                             | 於2022年6月1日起由統聯客運代駛                                                               |
| 1139     | 花蓮火車站－壽豐                       | 行經鯉魚潭風景區，部份班次繞駛銅門，於2023年5月20日起由統聯客運代駛                          |
| 1140     | 花蓮火車站－靜浦                       | 於2023年12月20日起由統聯客運代駛                                                             |
| 1141     | 花蓮火車站－臺中（梨山）               | 每日1班，原花蓮客運唯一行經南投縣及台中市的路線，自2024年4月9日起由統聯客運代駛              |
| 1142     | 光復－玉里                             | 每日4班，於2024年12月1日起由統聯客運接駛。                                                   |
| 1143     | 瑞穗－紅葉                             | 每日4班，於2022年6月1日起由統聯客運代駛                                                      |
| 1145     | 花蓮火車站－成功                       | 於2020年12月1日至2021年12月1日間由鼎東客運代駛，自2023年4月11日起由統聯客運代駛              |

## 票證
- 悠遊卡
- 一卡通
- icash2.0

因車輛車型、出廠年份不同，車上所配置電子票證刷卡機有新舊版之分，舊版可以使用悠遊卡，但無法使用一卡通與icash2.0；而新版可以使用多種電子票證（含一卡通、icash2.0）

## 外部連結
- 花蓮汽車客運公司官網 （页面存档备份，存于）
- 花蓮汽車客運票價時刻表查詢 （页面存档备份，存于）